# Summerdale (Alabama)
Summerdale ist eine ländlich geprägte Town im südlich-zentralen Baldwin County im US-Bundesstaat Alabama. Sie ist Standort des Marineflugplatzes Naval Outlying Landing Field Summerdale und ist Teil der Metropolregion Daphne–Fairhope–Foley.

## Geographie
Summerdale liegt an der Alabama State Route 59, die im Norden nach Robertsdale und im Süden nach Foley führt. Das Stadtgebiet umfasst 26,34 km², davon 26,25 km² Landfläche und 0,09 km² Wasserfläche.

## Bildung
Summerdale gehört zum Baldwin County Public Schools System. In der Stadt befindet sich die Summerdale School (Vorschule bis 8). Mit der Snook Christian Academy gibt es zudem eine private Schule (bis zur 12. Klasse).

## Infrastruktur
Das östlich der Stadt gelegene Naval Outlying Landing Field Summerdale ist ein kleiner Flugplatz der US Navy mit einer Start- und Landebahn von 868,7 m Länge.

## Freizeit und Parks
Im Zentrum liegt der Pioneer Park mit Spazierwegen, einem Pavillon und historischen Gebäuden in der Umgebung. Außerdem gibt es Tennisplätze (seit 2022), das Splash-Park-Spielplatzgelände, ein Community Center sowie zwei Baseballfelder.